# Elkan Frederik Waldemar Bierberg
Elkan Frederik Waldemar Bierberg (18. december 1900 på Frederiksberg – 3. december 1944 i KZ Versen) var en dansk forlægger og direktør for Det Schønbergske Forlag. Under dæknavnet Freddie var han modstandsmand under Danmarks besættelse.
E.F.W. Bierberg var søn af Ernst Bierberg (1856-1928) og var oplært på forlaget, som han i 1941 blev eneindehaver af. Under krigen var han aktiv i Studenternes Efterretningstjeneste, hvor han bidrog på flere måder. Han opretholdt et våbendepot, var med i den illegale presse og var trykkeleder og pengemæcen. Han hjalp også med at organisere illegale transporter til Sverige.
Den 23. juli 1944 blev han anholdt på sin bopæl i Hellerup og ført til Vestre Fængsel. 15. oktober samme år blev han sendt til Frøslevlejren og den 20. oktober fragtet videre til koncentrationslejren Neuengamme. 3. december 1944 døde Bierberg af lungebetændelse i udelejren Meppen-Versen. Han er begravet på Egebjerg Kirkegård i Nykøbing Sjælland.
Kai Berg Madsen udgav efter befrielsen En Mindebog om E. F. W. Bierberg, 18.12.1900-3.12.1944 (1945) på det forlag, som Bierberg var leder af.